# سلفاسيتاميد

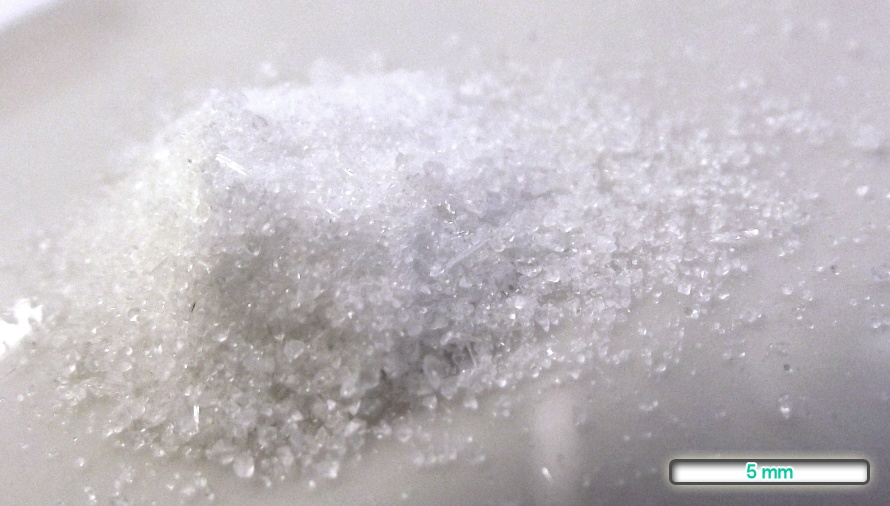
ملح سلفاسيتاميد الصوديوم النقي مسحوق بلوري أبيض أو أصفر قليلا

سلفاسيتاميد أو سولفاسيتاميد (بالإنجليزية: Sulfacetamide)‏ الزمرة مضادات الجراثيم.

## الاستعمال الطبي
سلفاسيتاميد 10٪ غسول موضعي، وتباع تحت اسم العلامة التجارية Klaron أو Ovace، معتمد:
- لعلاج حب الشباب والتهاب الجلد الدهني (يستخدم للسيطرة على حب الشباب).[2] عندما يتم دمجها مع الكبريت، ويباع تحت أسماء تجارية بليكسيون، Clenia، Prascion، وAvar، والتي تحتوي على 10٪ مستعلق السلفاسيتاميد و 5٪ كبريت.[3][4][5][6]
- لديه نشاط مضاد للجراثيم.
- لعلاج النخالية المبرقشة[7] والوردية.[8]
- له أيضاً خصائص مضادة للالتهابات عندما يستخدم لعلاج التهاب الجفن أو التهاب الملتحمة.
- قد يكون أيضا كعلاج للأشكال الخفيفة من التهاب الغدد العرقية القيحي.

تشير بعض الأبحاث إلى أن مشتقات السلفاسيتاميد قد تكون بمثابة مضادات للفطريات من قبل CYP51A1 - آلية مستقلة.

## التخليق
يتم تصنيعه مستعلق السلفاسيتاميد إما عن طريق الألكلة المباشرة من اسيتاميد مع كلوريد 4-أمينو بنزين سلفونيل، أو عن طريق تفاعل 4-أمينو بنزين سلفوناميد مع أنهيدريد الخليك واللاحقة انتقائية، اختزال أسيلة ثنائية من الناتج اسيتاميد باستخدام نظام من هيدروكسيد الزنك والصوديوم.

## آلية العمل
- ويعتقد أنه يعمل عن طريق الحد من وجود حمض الفوليك التي تحتاجه البكتيريا للبقاء على قيد الحياة.
- تشير بعض البحوث إلى أن مشتقات السلفاسيتاميد قد تكون بمثابة مضادات الفطريات عن طريق آلية مسنقلة CYP51A1.

## مضادات الاستطباب
لا ينبغي أن يستخدم للأفراد الذين لديهم حساسية من الكبريت أو السلفا.

## الآثار الجانبية
الآثار الجانبية الأكثر شيوعا لمنتجات مجموعة السلفاسيتاميد تهيج والتهاب الجلد التماسي.

## الأشكال الصيدلانية
محلول موضعي 10٪.